# Goncourtova cena
Goncourtova cena (francouzsky Prix Goncourt) je nejvýznamnější francouzská literární cena. Vznikla na základě závěti Edmonda de Goncourta, v níž ustanovil zřízení desetičlenné akademie (l’Académie Goncourt), která od roku 1903 každoročně vybírá nejvýznamnější román francouzské literatury.
Cena je vyhlašována v pařížské restauraci Drouant po skončení oběda členů akademie, kteří zde doživotně vlastní příbor. Hodnotící porota pracuje ve složení devíti spisovatelů a jednoho recenzenta. Každý literát dostává cenu maximálně jednou za život. Jedinou výjimkou je autor Romain Gary, který ocenění obdržel za knihu Les racines du ciel (1956) a podruhé pod pseudonymem Émile Ajar za Život před sebou (1975).
Finanční odměna je zanedbatelná, v roce 2009 činila 10 €. Přesto prestižnost ocenění zajišťuje laureátovi zvýšení prodejnosti jeho děl.

## Členové Goncourtovy akademie
Goncourtova akademie má deset členů, kteří jsou jmenováni doživotně. Členy Goncourtovy akademie k roku 2023 byli:
- Didier Decoin, člen od roku 1995 a od roku 2019 prezident Akademie
- Françoise Chandernagorová, členka od roku 1995
- Tahar Ben Jelloun, člen od roku 2008
- Patrick Rambaud, člen od roku 2008
- Pierre Assouline, člen od roku 2012
- Philippe Claudel, člen od roku 2012
- Paule Constantová, členka od roku 2013
- Éric-Emmanuel Schmitt, člen od roku 2016
- Camille Laurensová, členka od roku 2020
- Pascal Bruckner, člen od roku 2020

## Prezidenti Goncourtovy akademie
- Alphonse Daudet (1897)
- Joris Karl Huysmans (1900–1907)
- Léon Hennique (1907–1912)
- Gustave Geffroy (1912–1926)
- J.-H. Rosny starší (1926–1940)
- J.-H. Rosny mladší (1940–1945)
- Lucien Descaves (1945–1949)
- Colette (1949–1954)
- Roland Dorgelès (1954–1973)
- Hervé Bazin (1973–1996)
- François Nourissier (1996–2002)
- Edmonde Charles-Roux (2002–2014)
- Bernard Pivot (2014–2019)
- Didier Decoin (od 2019)

## Laureáti Prix Goncourt
| Rok  | Laureát                     | Francouzský název                                           | Český název                                        | Poznámka |
| ---- | --------------------------- | ----------------------------------------------------------- | -------------------------------------------------- | --- |
| 1903 | John Antoine Nau            | Force ennemie                                               |                                                    | Francouzsko-americký laureát, historicky první držitel Goncourtovy ceny                                     |
| 1904 | Léon Frapié                 | La Maternelle                                               |                                                    | |
| 1905 | Claude Farrère              | Les Civilisés                                               |                                                    | |
| 1906 | Jérôme Tharaud              | Dingley, l'illustre écrivain                                |                                                    | |
| 1907 | Emile Moselly               | Terres lorraines a Jean des Brebis ou le Livre de la misère |                                                    | Pseudonym Emila Chénina.                                                                                    |
| 1908 | Francis de Miomandre        | Écrit sur de l'eau...                                       |                                                    | |
| 1909 | Marius-Ary Leblond          | En France                                                   |                                                    | Pseudonym bratranců Mariuse Leblonda a Aryho Leblonda.                                                      |
| 1910 | Louis Pergaud               | De Goupil à Margot                                          |                                                    | |
| 1911 | Alphonse de Châteaubriant   | Monsieur des Lourdines                                      |                                                    | |
| 1912 | André Savignon              | Les Filles de la pluie                                      |                                                    | |
| 1913 | Marc Elder                  | Le peuple de la mer                                         |                                                    | |
| 1914 | Adrien Bertrand             | L'Appel du Sol                                              |                                                    | Cena předána v roce 1916.                                                                                   |
| 1915 | René Benjamin               | Gaspard                                                     |                                                    | |
| 1916 | Henri Barbusse              | Le Feu                                                      | Oheň                                               | Viz reference.                                                                                              |
| 1917 | Henri Malherbe              | La Flamme au poing                                          |                                                    | |
| 1918 | Georges Duhamel             | Civilisation                                                | Civilisace                                         | |
| 1919 | Marcel Proust               | A l'ombre des jeunes filles en fleurs                       | Ve stínu kvetoucích dívek                          | Druhý díl Hledání ztraceného času.                                                                          |
| 1920 | Ernest Pérochon             | Nêne                                                        |                                                    | |
| 1921 | René Maran                  | Batouala                                                    | Batuala: černošský román                           | První oceněný z Antil.                                                                                      |
| 1922 | Henry Béraud                | Le vitriol de la lune a Le martyre de l'obèse               |                                                    | |
| 1923 | Lucien Fabre                | Rabevel ou Le mal des ardents                               | Rabevel – Trýzeň dravých duší                      | |
| 1924 | Thierry Sandre              | Le Chèvrefeuille, le Purgatoire, le Chapitre XIII           |                                                    | |
| 1925 | Maurice Genevoix            | Raboliot                                                    |                                                    | |
| 1926 | Henri Deberly               | Le supplice de Phèdre                                       |                                                    | |
| 1927 | Maurice Bedel               | Jérôme 60° latitude nord                                    |                                                    | |
| 1928 | Maurice Constantin-Weyer    | Un Homme se penche sur son passé                            | Muž, který se sklání nad svou minulostí            | |
| 1929 | Marcel Arland               | L'Ordre                                                     |                                                    | |
| 1930 | Henri Fauconnier            | Malaisie                                                    | Malajsko                                           | |
| 1931 | Jean Fayard                 | Mal d'amour                                                 |                                                    | |
| 1932 | Guy Mazeline                | Les Loups                                                   | Vlci                                               | |
| 1933 | André Malraux               | La Condition humaine                                        | Lidský úděl                                        | |
| 1934 | Roger Vercel                | Capitaine Conan                                             | Kapitán Conan                                      | |
| 1935 | Joseph Peyre                | Sang et Lumières                                            | Bravo, torero!                                     | |
| 1936 | Maxence Van Der Meersch     | L'Empreinte de Dieu                                         |                                                    | Zfilmováno v roce 1940.                                                                                     |
| 1937 | Charles Plisnier            | Faux Passeports                                             |                                                    | První oceněný zahraniční autor (belgický spisovatel).                                                       |
| 1938 | Henri Troyat                | L'Araigne                                                   |                                                    | |
| 1939 | Philippe Hériat             | Les enfants gâtés                                           | Nezvedené děti                                     | |
| 1940 | Francis Ambrière            | Les grandes vacances                                        |                                                    | Cena byla udělena v roce 1946.                                                                              |
| 1941 | Henri Pourrat               | Vent de Mars                                                |                                                    | |
| 1942 | Marc Bernard                | Pareil à des enfants                                        |                                                    | |
| 1943 | Marius Grout                | Passage de l'Homme                                          |                                                    | |
| 1944 | Elsa Trioletová             | Le premier accroc coûte 200 Francs                          |                                                    | První žena, která získala Goncourtovu cenu.                                                                 |
| 1945 | Jean-Louis Bory             | Mon village à l'heure allemande                             | Má ves za času Německého                           | |
| 1946 | Jean-Jacques Gautier        | Histoire d'un Fait divers                                   |                                                    | |
| 1947 | Jean-Louis Curtis           | Les Forêts de la Nuit                                       |                                                    | |
| 1948 | Maurice Druon               | Les grandes familles                                        | Burziáni                                           | |
| 1949 | Robert Merle                | Week-end à Zuydcoote                                        | Víkend na Zuydcoote                                | |
| 1950 | Paul Colin                  | Les jeux sauvages                                           |                                                    | |
| 1951 | Julien Gracq                | Le Rivage des Syrtes                                        | Pobřeží Syrt                                       | Cenu odmítl.                                                                                                |
| 1952 | Béatrix Beck                | Léon Morin, prêtre                                          |                                                    | Zfilmováno v roce 1961.                                                                                     |
| 1953 | Pierre Gascar               | Les Bêtes                                                   |                                                    | |
| 1954 | Simone de Beauvoir          | Les Mandarins                                               | Mandaríni                                          | |
| 1955 | Roger Ikor                  | Les eaux mêlées                                             |                                                    | |
| 1956 | Romain Gary                 | Les racines du ciel                                         |                                                    | Zfilmováno v roce 1958.                                                                                     |
| 1957 | Roger Vailland              | La Loi                                                      | Zákon                                              | |
| 1958 | Francis Walder              | Saint Germain ou la Négociation                             |                                                    | Belgický spisovatel                                                                                         |
| 1959 | André Schwarz-Bart          | Le dernier des Justes                                       | Poslední spravedlivý                               | |
| 1960 | Vintilă Horia               | Dieu est né en exil                                         |                                                    | Cena udělena knize, ale ne autorovi z důvodu jeho politické minulosti.                                      |
| 1961 | Jean Cau                    | La pitié de Dieu                                            |                                                    | |
| 1962 | Anna Langfus                | Les bagages de sable                                        | Zavazadla s pískem                                 | |
| 1963 | Armand Lanoux               | Quand la mer se retire                                      | Když nastává odliv                                 | |
| 1964 | Georges Conchon             | L'Etat sauvage                                              | Divošství                                          | |
| 1965 | Jacques Borel               | L'Adoration                                                 |                                                    | |
| 1966 | Edmonde Charles-Roux        | Oublier Palerme                                             | Zapomenout na Palermo                              | |
| 1967 | André Pieyre de Mandiargues | La Marge                                                    | Na okraj                                           | |
| 1968 | Bernard Clavel              | Les fruits de l'hiver                                       | Plody zimy                                         | |
| 1969 | Félicien Marceau            | Creezy                                                      |                                                    | |
| 1970 | Michel Tournier             | Le Roi des Aulnes                                           | Král duchů                                         | Jediný případ neshody poroty v prvním kole, kniha zvolena až v druhém kole. Zfilmováno v roce 1996.         |
| 1971 | Jacques Laurent             | Les Bêtises                                                 |                                                    | |
| 1972 | Jean Carrière               | L'Epervier de Maheux                                        |                                                    | |
| 1973 | Jacques Chessex             | L'Ogre                                                      |                                                    | První oceněný ze Švýcarska.                                                                                 |
| 1974 | Pascal Lainé                | La Dentellière                                              | Krajkářka                                          | Zfilmováno v roce 1977.                                                                                     |
| 1975 | Émile Ajar (Romain Gary)    | La vie devant soi                                           | Život před sebou                                   | Unikátní případ dvakrát oceněného autora, porota identitu „Ajara“ neznala. Zfilmováno v letech 1977 a 2020. |
| 1976 | Patrick Grainville          | Les Flamboyants                                             |                                                    | |
| 1977 | Didier Decoin               | John l'enfer                                                | John Peklo                                         | |
| 1978 | Patrick Modiano             | Rue des boutiques obscures                                  | Ulice temných krámků                               | |
| 1979 | Antonine Mailletová         | Pélagie la Charette                                         |                                                    | První oceněná z Kanady.                                                                                     |
| 1980 | Yves Navarre                | Le Jardin d'acclimatation                                   |                                                    | |
| 1981 | Lucien Bodard               | Anne Marie                                                  |                                                    | |
| 1982 | Dominique Fernandez         | Dans la main de l'Ange                                      |                                                    | |
| 1983 | Frédérick Tristan           | Les égarés                                                  |                                                    | |
| 1984 | Marguerite Duras            | L'Amant                                                     | Milenec                                            | Zfilmováno v roce 1992.                                                                                     |
| 1985 | Yann Queffélec              | Les Noces barbares                                          | Barbarské noci                                     | |
| 1986 | Michel Host                 | Valet de nuit                                               |                                                    | |
| 1987 | Tahar Ben Jelloun           | La Nuit sacrée                                              | Posvátná noc                                       | První marocký a africký laureát ceny.                                                                       |
| 1988 | Érik Orsenna                | L'Exposition coloniale                                      | Koloniální výstava                                 | |
| 1989 | Jean Vautrin                | Un grand pas vers le Bon Dieu                               |                                                    | |
| 1990 | Jean Rouaud                 | Les Champs d'honneur                                        |                                                    | |
| 1991 | Pierre Combescot            | Les Filles du Calvaire                                      |                                                    | |
| 1992 | Patrick Chamoiseau          | Texaco                                                      |                                                    | |
| 1993 | Amin Maalouf                | Le Rocher de Tanios                                         |                                                    | První libanonský laureát ceny.                                                                              |
| 1994 | Didier Van Cauwelaert       | Un Aller simple                                             | Bez zpátečního lístku                              | |
| 1995 | Andreï Makine               | Le Testament français                                       | Francouzský testament                              | |
| 1996 | Pascale Roze                | Le Chasseur Zéro                                            |                                                    | |
| 1997 | Patrick Rambaud             | La Bataille                                                 | Bitva                                              | |
| 1998 | Paule Constantová           | Confidence pour confidence                                  |                                                    | |
| 1999 | Jean Echenoz                | Je m'en vais                                                | Jdu                                                | |
| 2000 | Jean-Jacques Schuhl         | Ingrid Caven                                                |                                                    | |
| 2001 | Jean-Christophe Rufin       | Rouge Brésil                                                |                                                    | |
| 2002 | Pascal Quignard             | Les Ombres errantes                                         | Bludné stíny                                       | |
| 2003 | Jacques-Pierre Amette       | La maîtresse de Brecht                                      | Brechtova milenka                                  | |
| 2004 | Laurent Gaudé               | Le Soleil des Scorta                                        |                                                    | |
| 2005 | François Weyergans          | Trois jours chez ma mère                                    |                                                    | Belgický spisovatel.                                                                                        |
| 2006 | Jonathan Littell            | Les Bienveillantes                                          | Laskavé bohyně                                     | |
| 2007 | Gilles Leroy                | Alabama song                                                |                                                    | |
| 2008 | Atík Rahímí                 | Syngué Sabour: La pierre de patience                        | Kámen trpělivosti                                  | |
| 2009 | Marie NDiaye                | Trois femmes puissantes                                     | Tři mocné ženy                                     | První oceněná tmavé pleti.                                                                                  |
| 2010 | Michel Houellebecq          | La carte et le territoire                                   | Mapa a území                                       | |
| 2011 | Alexis Jenni                | L'Art français de la guerre                                 | Francouzské umění války                            | |
| 2012 | Jérôme Ferrari              | Le Sermon sur la chute de Rome                              | Kázání o pádu Říma                                 | |
| 2013 | Pierre Lemaitre             | Au revoir là-haut                                           | Na shledanou tam nahoře                            | Zfilmováno v roce 2017.                                                                                     |
| 2014 | Lydie Salvayreová           | Pas pleurer                                                 |                                                    | |
| 2015 | Mathias Énard               | Boussole                                                    | Kompas                                             | |
| 2016 | Leïla Slimaniová            | Chanson douce                                               | Něžná píseň                                        | Zfilmováno v roce 2019.                                                                                     |
| 2017 | Éric Vuillard               | L'ordre du jour                                             | Tagesordnung. Anšlus Rakouska v šestnácti obrazech | |
| 2018 | Nicolas Mathieu             | Leurs enfants après eux                                     |                                                    | |
| 2019 | Jean-Paul Dubois            | Tous les hommes n'habitent pas le monde de la même façon    | Na světě žijeme každý jinak                        | |
| 2020 | Hervé Le Tellier            | L'Anomalie                                                  | Anomálie                                           | |
| 2021 | Mohamed Mbougar Sarr        | La Plus Secrète Mémoire des hommes                          |                                                    | první oceněný ze Senegalu, první oceněný ze subsaharské Afriky                                              |
| 2022 | Brigitte Giraudová          | Vivre Vite                                                  | Žít rychle                                         | |
| 2023 | Jean-Baptiste Andrea        | Veiller sur elle                                            | Bdít nad ní                                        | |